# Менеджер каналів бронювання
Менеджер каналів бронювання — це система для одночасного управління каналами продажів номерного фонду готелів. Дозволяє адміністрації готелю, хостелу або бази відпочинку об'єднати управління всіма сервісами по бронюванню готелів.

## Переваги для готелів
- Загальний для всіх каналів продажів інтерфейс дозволяє моніторити і робити синхронізацію інформації про цей готель: наявність номерів, їх характеристика і ціни. Як наслідок — відсутність овербукінга.
- В одному екстранеті зберігається інформація про бронюваннях в кожному з каналів продажів і статистика продажів.
- Відсутність помилок, пов'язаних з людським фактором.
- Зручна для клієнтів система бронювання.

## Переваги для сервісів по бронюванню
- Можливість здійснювати істинне онлайн-бронювання.
- Потенційне підвищення рівня продажів.

## Відомі менеджери каналів
- TravelLine (Російський)
- WuBook (Італійський)
- Easyms.ua (Український)
- OtelMS (Російський)
- YieldPlanet (Польский)

## Сервіси бронювання, що синхронізуються з менеджерами каналів
- Booking.com
- Hotels.com
- Airbnb
- Hotels24
- Agoda
- Expedia
- TravelEurope
- Escapio
- BBPlanet